# Taenaris vaneeckei
Taenaris vaneeckei är en fjärilsart som beskrevs av Gustaaf Hulstaert 1923. Taenaris vaneeckei ingår i släktet Taenaris och familjen praktfjärilar. Inga underarter finns listade i Catalogue of Life.